# Zachary Beaver przyjeżdża do miasta
Zachary Beaver przyjeżdża do miasta (ang. When Zachary Beaver Came to Town) – amerykański film obyczajowy z 2003 roku w reżyserii Johna Schultza na podstawie powieści Kimberly Willis Holt.

## Opis fabuły
Toby Wilson (Jonathan Lipnicki) jest najnieszczęśliwszym człowiekiem pod słońcem. Ma powody. Porzuciła go matka, opuściła go także dziewczyna. Pewnego dnia do Granger przyjeżdża trupa wędrownych aktorów. W jej skład wchodzi Zachary Beaver (Sasha Neulinger), znany jako Najgrubszy Chłopiec Świata. Toby przekona się, że jego kłopoty nie są największe.

## Obsada
- Sasha Neulinger jako Zachary Beaver
- Jonathan Lipnicki jako Toby Wilson
- Cody Linley jako Cal McKnight
- Jesse Pennington jako Wayne McKnight
- Jane Krakowski jako Heather Wilson
- Eric Stoltz jako Otto Wilson
- Kevin Corrigan jako Paulie Rankin